# پارالمپیک

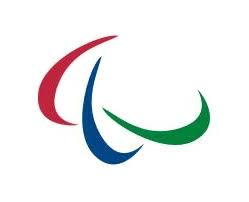
نماد پارالمپیک

بازی‌های پارالمپیک (به فرانسوی: Paralympiques) یا بازی‌های پاراالمپیک یک رویداد چند ورزشی است که برای ورزش‌کاران دارای معلولیت‌های جسمی و ذهنی برگزار می‌شود.
مسابقات پارالمپیک که مهم‌ترین و مورد توجه‌ترین مسابقات ورزشی جهان برای افراد کم‌توان است از سال ۱۹۶۰ تاکنون هر چهار سال یک‌بار به‌طور منظم برگزار شده و از سال ۱۹۸۸ پس از برگزاری مسابقات المپیک و در همان شهری که المپیک میزبانی می‌شده، انجام می‌شود. کمیته بین‌المللی پارالمپیک (آی‌پی‌سی) نهاد برگزارکننده این مسابقات است.
واژه پارالمپیک ترکیبی از پیشوند یونانی پارا (παρά) به معنای «همراه» و «کنار» و واژه المپیک است.

## تاریخچه
پیشینه پارالمپیک به مراسم افتتاحیه المپیک ۱۹۴۸ لندن بازمی‌گردد که در آن مسابقاتی برای سربازان بریتانیایی فلج شده در جریان جنگ جهانی دوم برگزار شد، شرکت ورزش‌کارانی از هلند در دوره بعدی این مسابقات که چهار سال بعد برگزار شد، آن رویداد را به عنوان اولین مسابقات بین‌المللی از این نوع در تاریخ ثبت کرد.
اما در اولین دوره مسابقات پارالمپیک که سال ۱۹۶۰ در رم برگزار شد، تنها قربانیان جنگ حضور نداشتند. پارالمپیک ۱۹۷۶ تورنتو نیز اولین دوره‌ای بود که افرادی با انواع دیگر معلولیت (به جز فلجی پائین‌تنه) هم در آن شرکت داشتند.
از المپیک ۱۹۸۸ سئول مسابقات در شهر میزبان المپیک برگزار می‌شود و به موجب موافقتنامه سال ۲۰۰۱ کمیته بین‌المللی پارالمپیک و کمیته بین‌المللی المپیک از المپیک ۲۰۱۲ لندن هر دو رویداد المپیک و پارالمپیک به‌طور همزمان در یک شهر برگزار خواهند شد.

## پارالمپیک تابستانی
ورزش‌هایی که هم‌اکنون در برنامه مسابقات پارالمپیک قرار دارند:
- بسکتبال با ویلچر
- پاروزنی
- پرس سینه
- تنیس روی میز
- تنیس با ویلچر
- تیراندازی با کمان
- تیراندازی
- جودو (نابینایان و کم‌بینایان)
- دو و میدانی
- دوچرخه سواری
- راگبی با ویلچر
- شنا
- شمشیربازی با ویلچر
- قایقرانی بادبانی
- گلبال
- والیبال نشسته
- بوچیا
- ویلچررانی

## ایران در بازی‌های پارالمپیک
کشور ایران تا کنون در رشته‌های تیراندازی با کمان، تیراندازی، وزنه‌برداری، دو و میدانی، والیبال نشسته، جودو و تکواندو موفق به کسب مدال‌ها و قهرمانی‌هایی در بازی‌های پارالمپیک شده‌است.